# Georgskors
Georgskors eller Sankt Georgskors (efter Sankt Göran) kan avse två typer av kors, samt två utmärkelser. 

## Korsformer
Likarmade kors, som regel röda, men av annars olika former, har tidigt kallats Sankt Georgskors, som en erinran om legenden. I det första korståget år 1099 utgjorde Sankt Göran ett skyddshelgon och de standar man bar i striden pryddes av likarmade röda kors, som fick namn efter honom.
Vanligen avses dock med georgskors det som även kallas ulrikskors; ett likarmat kors med armar som smalnar av kraftigt mot mitten. Ett rött kors av den typen, frimurarkorset, används av Frimurarorden. Även det röda kors mot vit bakgrund som återfinns på Englands och korstågsflaggan kallas Sankt Georgskors. Georgiens flagga har fyra Sankt Georgskors, eller till och med fem, om man räknar det stora som tillhör den andra varianten av Sankt Georgskors. Klädnaderna inom romersk-katolska kyrkan är beprydda med röda Georgskors.

## Georgskorset i olika länder

### Brittiska Georgskorset:George Cross (GC)
Georgskorset är den högsta civila utmärkelsen i Storbritannien och instiftades den 24 september 1940 av kung Georg VI för hjältemodiga insatser och tapperhet under farliga omständigheter. 

### Ryska Georgskorset:Георгиевский крест
Sankt Georgsorden är en rysk orden instiftad 1769 av kejsarinnan Katarina den stora. Orden återupplivades 2000 genom dekret av Rysslands president. Georgskorset är en militär utmärkelse för tapperhet i fält tillhörig denna orden.

### Katalonien
Det katalanska Georgskorset – Creu de Sant Jordi de la Generalitat de Catalunya – är en förtjänstutmärkelse och som sådan en av de högsta i Spanien. Det instiftades 1981 av det katalanska regionstyret.
Utmärkelsen har namn efter Sankt Göran, Kataloniens skyddshelgon. Fotbollslaget FC Barcelona har korset som en del av sitt klubbemblem.

### Italien
Städerna Genua och Milano har samma flagga sedan medeltiden. Sedan säsongen 2007/2008 spelar fotbollslaget FC Internazionale från Milano i Italien med det röda korset på sina bortatröjor.

## Bildgalleri

Georgskors (Englands flagga)
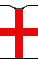
Bröstet på tröjan till FC Internazionale bortalag
Georgskorset i Maltas flagga
Den katalanska utmärkelsen Creu de Sant Jordi
Georgiens flagga
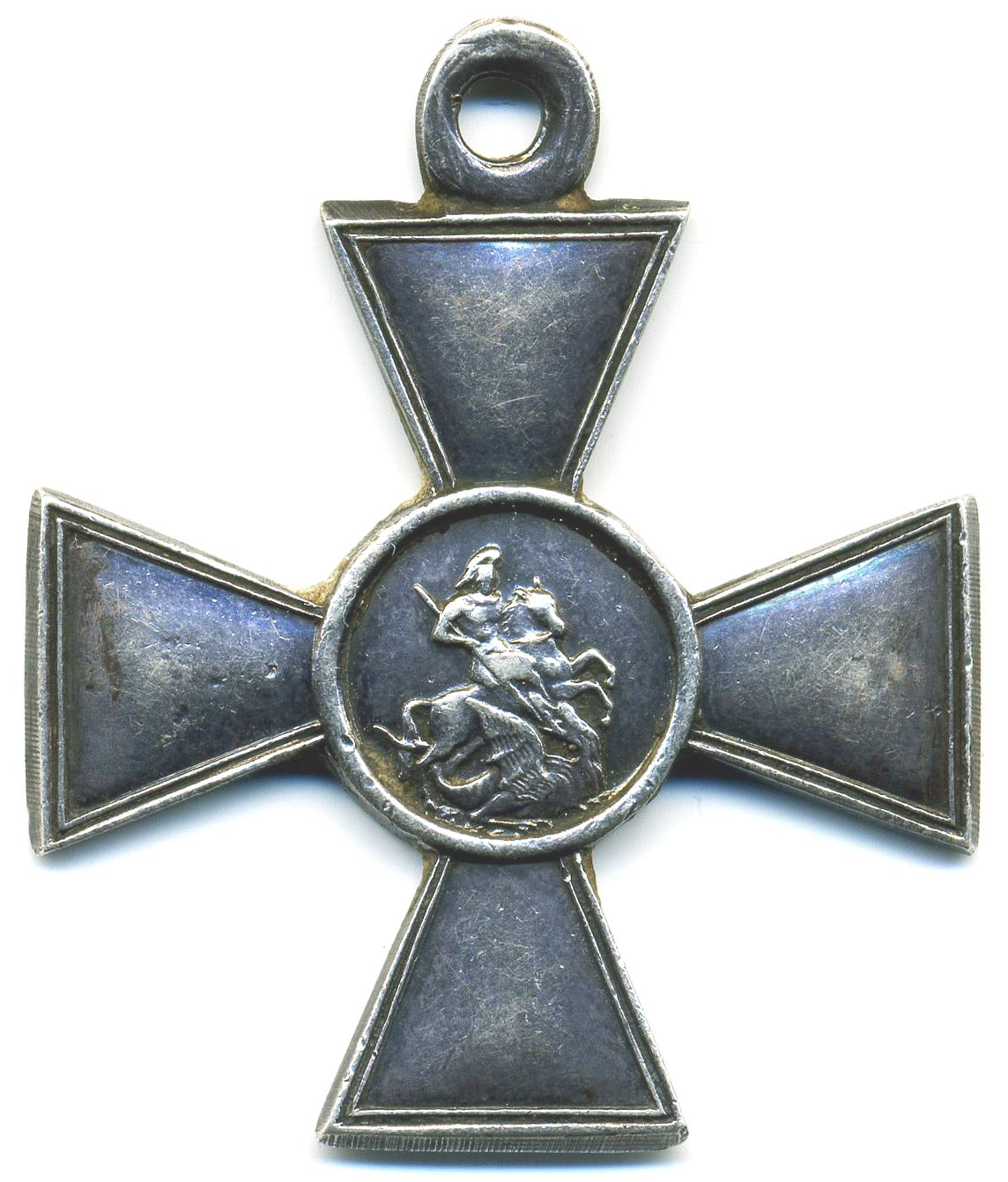
Rysk Sankt Georgsorden, 3:e klass nr 56656, utdelad Durbalov Feodosy Isaakovich för mod 1916.
Georgskors (Frimurarkors)
Georgskorset är av Genovesiskt ursprung.

## Källhänvisningar
1. ↑   georgskors i Nationalencyklopedins nätupplaga. Läst 13 februari 2015.
2. ↑  "DECRET 457/1981, de 18 de desembre, creant la Creu de Sant Jordi de la Generalitat de Catalunya.". Gencat.cat, 1981/1982-02-19. Läst 13 februari 2015. (katalanska)
3. ↑  "Sant Jordi". Vilaweb.cat, 2007-04-23. Läst 13 februari 2015. (katalanska)